# Ina Rudolph
Ina Rudolph, née le 22 avril 1969 à Brandebourg-sur-la-Havel, est une actrice allemande.

## Biographie
Elle passe sa petite enfance entre Leipzig et Brandebourg sa ville natale. En 1975 elle déménage à Berlin. En 1983 elle commence le théâtre. 
Après ses études elle pose pour des photos et fait du théâtre parfois hors de la RDA. En automne 1989, Ina Rudolph part à Munich, où elle travaille en tant que modèle photo. Elle a ensuite voyagé à travers le monde et a séjourné en Australie, en Amérique et en Europe. En 1992, elle part à Paris et travaille pour Chanel, Thierry Mugler et Issey Miyake.
Passionnée par le chant elle a également pratiqué ses talents à Paris.
En 1998 elle commence sa carrière à la télévision dans In aller Freundschaft.

## Filmographie

### Cinéma
- 1997 : Little White Lies
- 1998 : Tunnel

### Télévision

#### Téléfilm
- 2001 : Wilder Hafen Ehe (TV) : Sabine
- 2003 : Un homme tombera du ciel (TV) : Dr. Ilka Mannheimer
- 2004 : Paradies in den Bergen (TV) : Frau Dr. Maren
- 2006 : Ma nounou est un millionnaire (TV) : Britta Mehlhorn
- 2009 : Heute keine Entlassung (TV) : Mitglied Krankenkassenkommission

#### Série télévisée
- 1998/1999 : In aller Freundschaft (série télévisée) : Maia
- 2000 : Wolff, police criminelle (série télévisée) : Monika Hauser
- 2000 : Tatort (série télévisée) : Marie Tramitz
- 2001 : Wilsberg (série télévisée) : Sigi Blisko
- 2001 : Rex, chien flic (série télévisée) : Tina Hecht
- 2002 : Großstadtrevier (série télévisée) : Sandra Kückelmann
- 2004 : Dr. Sommerfeld - Neues vom Bülowbogen (série télévisée) : Eleonore Wegner
- 2005 : Alerte Cobra (série télévisée) : Frau Dr. Förster
- 2006 : Le Destin de Lisa (série télévisée) : Inspecteur Catherine Dorn
- 2006 : Die Familienanwältin (série télévisée) : Sabine Stromer
- 2006 : Familie Dr. Kleist (série télévisée) : Stefanie Saarow
- 2006 : Blackout - Die Erinnerung ist tödlich (série télévisée) : Lilian 'Lili' Novak
- 2006/2007 : Hinter Gittern - Der Frauenknast (série télévisée) : Mareen Biehler
- 2007 : Inga Lindström (série télévisée) : Greta Hamsun
- 2010 : SOKO Wismar (série télévisée) : Michaela Sowinski
- 2010 : SOKO Stuttgart (série télévisée) : Monika Holzer
- 2010 : Meine wunderbare Familie (série télévisée) : Maklerin
- 2012 : Brigade du crime (série télévisée)